# 香港節

1969年第一屆香港節設於維多利亞港的燈飾，背景是中環海旁，可見香港大會堂及愛丁堡廣場在當年位處海邊，也可見到香港文華東方酒店

香港節（英語：Festival of Hong Kong）是由香港政府發起，並由政府撥款及工商業機構提供贊助，與各區市民團體合作籌辦，於1969年、1971年和1973年在香港舉辦的大型慶祝活動，這是自1841年香港開埠以來首次舉行面向全香港市民的大型文娛及康體盛事，又被形容為「香港政府純粹為市民而舉辦娛樂活動」。香港政府更一度考慮將香港節舉行花車巡遊的一天定為香港公眾假期，讓香港大部分市民都可一同參與，雖然最終未有透過立法放假，但仍然由勞工處處長的名義向全香港19,000家註冊工廠的東主發函，鼓勵全香港的廠家在當日給予員工假期參與香港節的活動，由此可見港府對香港節的重視程度。

## 舉辦背景
香港政府在1968年決定舉辦香港節的主要目的是要在平息六七暴動後安撫民心，由於1966年中华人民共和国爆發文化大革命，1967年初中國共產黨人員為了把文化大革命輸出到香港而煽動在香港的左派人士發起罷工及騷亂，至同年7月六七暴動惡化為街頭炸彈恐怖襲擊，連場炸彈恐襲造成數百人死傷，多名無辜市民死於炸彈爆炸，在此期間香港市民人心惶惶。香港政府在同年12月平定暴亂及恐襲後，以港督戴麟趾為首的港府領導層進行了深入的檢討，認為不應將六七暴動的發生完全歸咎外部勢力挑撥及中共造反派輸出革命，香港本身也需要採取措施疏導民怨和安撫民心，提升香港社會的凝聚力，而早在1966年4月因天星小輪頭等廂加價港幣五仙而引發六六騷亂後，港府成立的獨立調查委員會於1966年12月發表了《九龍騷動調查委員會報告書》，獨立調查委員會在報告書提出「要利用青少年活動疏導青少年過剩的精力，作為預防社會騷動方法之一」，如檢視青少年政策，增加康體設施及在社區提供更多有益身心的節目活動等等，不過港府還未及落實措施，1967年香港便發生更嚴重並有連串炸彈襲擊的六七暴動，故此香港政府在平息六七暴動後的1968年年初，便開始籌備一個面向全香港市民的大型盛會，期望能夠與民同樂，並且希望營造歌舞昇平的氣氛，特別是要為年輕人帶來輕鬆、享受及歡樂的感受，透過面向全香港市民的大型盛事，增強香港市民的歸屬感，提升香港社會的凝聚力，從而使大眾珍惜香港得來不易的安定，並藉此宣傳「香港是我家」及「清潔香港」，港府於1968年決定在翌年冬季舉辦香港節，並且以在1967年10月30日至11月5日舉行的「香港週」為藍本，但香港節的規模明顯比之前的香港週盛大得多。
1968年，香港政府成立了一個指導委員會，研究為全香港市民安排一星期娛樂活動的可行性。1969年初，委員會獲撥款200萬港元籌辦香港節。籌辦人為香港節事務主任黎保德、中央節目委員會主席沙利士（市政局主席），口號為「色、聲、動、參加、介入及影響」，希望能全民參與。香港商業電台也為此製作「香港之歌」。

## 項目

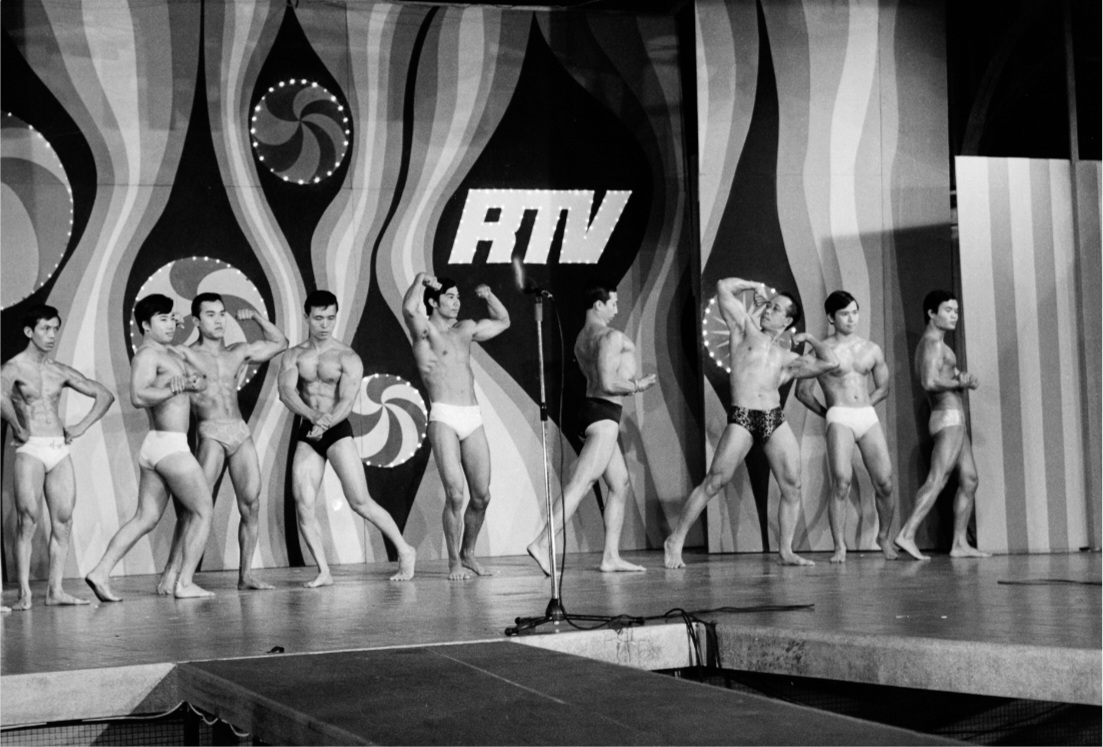
由麗的映聲（RTV）協辦於摩士公園舉行的1971年香港節先生競選

第一屆香港節於1969年12月6日至15日舉行，籌備工作超過7個月，政府出資達400萬港元，並由工商界提供贊助，於香港各區舉辦各式各樣的文娛及康樂活動。首屆香港節的活動項目多達470個，性質包羅萬象，不但有體育競技，還包括了郵票、古董、書畫和花卉等展覽，除了展覽亦有讓市民親身參與的手工藝工作坊，也舉行軍操及軍樂表演、花式跳傘表演、嘉年華會、舞會、時裝表演、歌唱比賽、環島競步及香港節大賽馬等等，還有萬眾矚目的香港節小姐競選。香港節提供的節目大部分都是免費，餘下的也只是收取象徵性的費用，目的是要滿足不同年齡及階層的市民，讓每位市民都可以找到自己感興趣的活動參加。首屆香港節亮燈儀式於1969年12月9日在尖沙咀舉行，其中於12月15日在彌敦道舉行場面盛大的花車巡遊，花車多達40輛，在場參觀的人數多達800,000人，更吸引不少外地遊客來港參觀，而當時香港人口為400萬人，即是有五分之一的香港人口出席了當晚的花車巡遊盛會。
郵政署亦為香港節發刊紀念郵票及首日封。
1971年12月舉行的第二屆，新增18個項目，包括手球表演賽、七人足球、壘球、排球、柔道、空手道、劍道、單車、香港節大賽馬、攀山、環島步行及帆船比賽，還有學界比賽項目亦加入於香港節中舉行，例如學界排球賽，第二屆香港節最觸目的新增項目是香港節先生競選，讓一眾男士可以只穿著三角褲在台上展示健美的體態，以及香港已不再舉辦的小型賽車。

## 停辦及成效
香港節先後於1969年、1971年及1973年共舉辦過三屆。香港政府原本計劃在1975年舉辦第四屆香港節，但因為1973年香港股災，同年又發生導致全球經濟衰退的第一次石油危機，歐美多國對商品的需求大幅放緩，對香港的工業製品出口造成負面影響，1974年香港經濟轉差，經濟增長的GDP由1973年超過12.3%大幅下挫至1974年只得2.3%，政府在1974年準備籌辦下年的第四屆香港節時，工商界對於提供贊助不若以往三屆積極，政府在1974年12月的內部討論中已計劃將原定於1975年11月舉辦的香港節延期，而在1975年11月動工的香港地鐵，連同建築中的萬宜水庫、屯門公路及開發新市鎮等多項基建工程，以及已經啟動的十年建屋計劃，均需要政府提供大量資金支持，政界及商界亦有意見認為此時不應為辦幾天全民歡樂派對而花費大筆公帑，而且之前的三屆香港節已達到加強官民關係的效果，所以第四屆香港節最後也沒有舉辦。不過這三屆香港節已為香港的文娛、藝術及體育發展打下根基。由於在1960年代以前受限於經濟水平，對於文娛及藝術活動，港府和民間都很少投入資金，因此除了家境優越的富裕階層，普羅大眾甚少有機會親身接觸藝術創作及新興的體育競技，香港節的舉辦則把各式各樣的文娛、體育及藝術表演匯聚其中，又因為香港節由港府撥款籌辦，並由工商界贊助，香港節的大部分活動都是免費，餘下的也僅需支付象徵式的收費，讓香港大眾有機會接觸到不同的體育及文娛活動，包括新興及時髦的體育運動，如健身、空手道及帆船等，而民間組織及團體在籌備香港節的過程中亦有廣泛的參與，從而在民間建立起推動文娛及體育發展的網絡，即使香港節在1975年停辦，但很多文化、藝術及康體活動仍然在民間及學界繼續舉辦，也有部分文藝表演融入香港藝術節及地區舉辦的文娛活動，所以這三屆香港節對推動文藝及康體活動在香港的發展起到重要的助益。